# アルゴ探検隊の大冒険
『アルゴ探検隊の大冒険』（アルゴたんけいたいのだいぼうけん、原題 Jason and the Argonauts ）は、1963年に公開されたイギリス・アメリカ製作の特撮映画。特撮の巨匠レイ・ハリーハウゼンによる、ギリシア神話のイアソン（ジェーソン）率いるアルゴ船探検隊（アルゴナウタイ）の冒険を描いた作品。

## あらすじ
ゼウス（ナイアル・マクギニス）の保護下にあるペリアス（ダグラス・ウィルマー）はアリスト王の宮殿周辺に起こった嵐により、また彼を殺害したことによりテッサリアの王座を奪った。しかし預言者は、サンダルを片足のみ履いたアリストの子により覆されると語った。予言を阻止しようとペリアスはアリストの娘の1人であるブリセイス（デイヴィニア・テイラー）を殺し、女神ヘラ（オナー・ブラックマン）はこれを神殿への冒涜として怒った。ブリセイスは殺される直前、ヘラの像の腕の中にアリストの幼子を置いた。ペリアスの企てに怒ったゼウスはペリアスを失脚させるためアリストの幼子を使うことを決心した。
20年後（しかしオリンポス山では一瞬）、成長したアリストの息子ジェーソン（トッド・アームストロング）はペリアスが溺れている所に偶然遭遇し、彼を助けた際サンダルを片方なくしたためペリアスは彼を認識する。王国を取り戻すために神の贈り物である金羊毛を獲得しようとする実直なジェーソンに対し、正体を隠しているペリアスは彼を励ます振りをしながら、彼が殺されることを望んでいた。
ジェーソンはゼウスとヘラと話すためヘルメス（マイケル・グウィン）によりオリンポス山に連れていかれた。ヘラは彼の成功を望むが、ゼウスの命令により彼女は5回のみ彼を助けることができることになった。ヘラはジェーソンに、コルキスに行き金羊毛を探すよう指示した。オリュンポス十二神たち、特にゼウスは彼に助力を申し出るが、ジェーソンは自身で航海し、船を建立し、人間の力だけで成し遂げる事を誓い、オリンピックを開催してギリシア中の勇者たちを船員に選抜すると語った。神々の中でもジェーソンを最も助けたかったのであるが、ジェーソンの言葉に負けて冒険の準備のために彼を地上に帰した。
建造者のアルゴス（ローレンス・ネイスミス）に因み名付けられ、ヘラの加護を受けた人類史上最初の大型帆船「アルゴ号」でジェーソンの仲間「アルゴナウタイ」となる栄誉のために、多くの勇士がギリシャ中から競技に集まった。ヘラクレス（ナイジェル・グリーン）、ハイラス（ジョン・カーニー）などが選ばれ、ペリアスにより息子のアカスタス（ゲイリー・レイモンド）が妨害のため送り込まれた。
ヘラの3回目の助けとして、彼女はジェーソンをブロンズ島に向かわせ、水と食糧以外は何も持ち出さないよう忠告するが、島内探検中、ヘラクレスは上に青銅の巨人テイロスがそびえ立つ財宝倉庫から、ハイラスが注意したにも係わらず槍投げの槍サイズのブローチのピンを盗んだため、テイロスの眠りを覚ましてしまい、アルゴ号もひっくり返される。ジェーソンは再びヘラに助言を求め、テイロスの踵の円形の栓を開けるとイコルが大量に流れ出し死に至った。テイロスが地面に倒れる際、ヘラクレスが落としたピンを取りに戻ったハイラスが潰された。ハイラスが見つかるまで島を離れないというヘラクレスと、彼を置いて島を離れようという他のアルゴナウタイに悩まされ、ヘラに再度助言を求めた。ヘラはこれが最後の助けになると念を押し、ハイラスの死はもう戻せないこと、ヘラクレスももう戻らないことを語り、予言を悪用したとしてゼウスの怒りを受けて怪鳥ハーピーに拷問され続ける盲目の老預言者ピネウス（パトリック・トラウトン）の所へ行くように語った。翼のある女性の形をしたハーピーはピネウスの食事を奪い、残飯のみを与えていたのであった。ジェーソン達がハーピーを檻に閉じ込めると、ピネウスはジェーソンにコルキスへの航路を教え、お守りを与えた。コルキスへの道中、通行する船をことごとく沈める吠える岩の間を通らねばならなかった。ジェーソン一行がこの岩の下を通ろうとすると、大荒れの海に飲まれそうになった。絶望したジェーソンは自棄になり、ピネウスからもらったお守りを海に投げた。するとトリトンが海から現れ、アルゴ号が通れるよう岩の間に立ちはだかった。ジェーソンらは、他に遭難したコルキスの船から美しい王女メディア（ナンシー・コバック）ら3人を救った。
ジェーソンの一行はコルキスに着き、ジェーソンとアカスタスはどのように黄金の毛皮を守るコルキス王アイエテス（ジャック・グウィリム）に近づくかで対立し、喧嘩となった。アカスタスは非武装で海に飛び込んで逃げた。彼が死んだと思ったジェーソンと仲間達はアイエテス王の祝宴への招待を受け、そこで毛皮を取りに来た事が露見し、捕らえられる。ジェーソンの目的を密告したのは、アルゴ探検隊の一員の振りをしていたペリアスの息子アカスタスであった。だが、ジェーソンと惹かれあったメディアは彼と仲間達を助け脱出した。
アカスタスは自分1人で金羊毛を獲得しようとしたが警護をしていた7本の首を持つ竜ハイドラに負傷させられた。ジェーソンはハイドラを倒し、金羊毛を手に入れた。追ってきたアイエテス王は女神ヘカテに祈った後、ハイドラの歯を地に撒くとそれぞれが骸骨剣士となった。この戦闘で矢が当たりメディアが負傷した時、彼女を治すためにジェーソンは金羊毛を使用した。彼はアルゴスにメディアを船に連れて行くよう頼み、ジェーソンと他の2人の仲間は骸骨剣士と戦った。2人の仲間が戦死し、ジェーソンは崖から海に飛び込み、骸骨たちも後を追ったが海に沈んでしまった。ジェーソンは船にたどり着き、その後、彼、メディア、生き残ったアルゴナウタイはテッサリアへ戻った。オリンポス山ではゼウスがヘラにまた時が来ればジェーソンを呼ぼうと語る。

## 登場人物
- トッド・アームストロング：ジェーソン - テッサリアの前王の子。
- ナンシー・コバック（英語版）：メディア - コルキス王国の王女で、アイエテス王の娘。あるいはヘカテに仕える女神官。
- ゲイリー・レイモンド：アカスタス - ペリアス王の子。
- ローレンス・ナイスミス（英語版）：アルゴス（英語版） - アルゴ号を建造し、ジェーソンを補佐する。
- ナイアル・マクギニス（英語版）：ゼウス - オリンポスの大神。
- マイケル・グウィン（英語版）：ヘルメス - オリンポスの神で、ゼウスの伝令。
- ダグラス・ウィルマー（英語版）：ペリアス - テッサリアの王。
- ジャック・グウィリム：アイエテス - コルキスの王。
- オナー・ブラックマン：ヘラ - ゼウスの妻、神々の女王。ジェーソンを助ける。
- ナイジェル・グリーン（英語版）：ヘラクレス - ギリシアの英雄で、アルゴナウタイになる。
- ジョン・カーニー：ハイラス - アルゴナウタイ。
- パトリック・トラウトン：ピネウス - 盲目の預言者。
- アンドリュー・フォールズ（英語版）：パレルス - アルゴナウタイ。
- クレジットなしのキャスト
  - フェルディナンド・ポッギ：カストル - アルゴナウタイ。ポリュデウケスの双子の兄。
  - ジョン・クロフォード：ポリュデウケス - アルゴナウタイ。カストルの双子の弟。
  - アルド・クリスティアーニ：リュンケウス - アルゴナウタイ。
  - ダグ・ロビンソン：エウペムス - アルゴナウタイで、水泳の達人。

### 登場するクリーチャーたち
船尾像本来はアルゴ号の船首を飾る女神像だが、船大工アルゴスが乗組員を見下ろすように船尾へ据え付けた。女神ヘラの生き写しであり、ヘラがこの像を通してジェーソンと乗組員たちに神託を行うときは、目を開き口を動かす。
テイロス
鍛冶の神ヘーパイストスによって作られた、ブロンズ島を守護する青銅の巨像。「神々の宝物庫」を侵す者があれば動き出し、アルゴ号を片手で持ち上げるほどの巨体と剛力をもってこれを追い狙う。
ハーピー
コウモリと人間をかけ合せたような姿の怪鳥。
吠える岩
海峡を船が通ると、岸壁が震えて岩石を落とし、船を沈める。
ヘカテ
コルキスの守護女神で、馬・雌獅子・犬という3つの首を持つ黄金の神像。メデイアとアイエテスから「闇の女王 (Queen of Darkness)」と呼ばれている。
黄金の毛皮
コルキスの秘宝。神々の贈り物で、国を繁栄させる奇跡の力がある。
ハイドラ
7つの首を持つ竜のような怪物。
このモンスターをアニメートしている最中、電話がかかってきたため、ハリーハウゼンは席をはずした。話を終え戻ってきた彼は、首のうちの1つが、上下のどちらに動いている途中だったのかを失念してしまった。これに懲り、以後は詳細なアニメート用のコンテを準備するようになったという事である。
7人の骸骨剣士
ハイドラの歯からアイエテス王が創造した剣士。
ハリーハウゼンのクリーチャーとしては、『シンバッド七回目の航海』（1958年）に続いて二度目の登場ながら、同時に7体が動くことで斬新な画面となった。関節部の滑り止めとして使われた“液体ゴムを染み込ませた綿”以外にほとんどゴム製パーツを持たない骸骨剣士のモデルは経時劣化に強く、後年『シンドバッド虎の目大冒険』（1977年）のグールとして改造されたものを除けば、撮影当時の状態で現存している唯一のクリーチャーである。

## キャスト
| 役名                 | 俳優                     | 日本語吹き替え                  | 日本語吹き替え                    | 日本語吹き替え                |
| 役名                 | 俳優                     | 東京12ch版                      | 日本テレビ版                      | テレビ朝日版                  |
| -------------------- | ------------------------ | ------------------------------- | --------------------------------- | ----------------------------- |
| ジェーソン           | トッド・アームストロング | 伊武雅之                        | 野田圭一                          | 小川真司                      |
| メディア             | ナンシー・コヴァック     | 松尾佳子                        | 高橋ひろ子                        | 梨羽侑里                      |
| アルゴス             | ローレンス・ナイスミス   |                                 | 巌金四郎                          | 富田耕生                      |
| ヘラ                 | オナー・ブラックマン     |                                 | 岩瀬晃                            | 鈴木弘子                      |
| アカスタス           | ゲイリー・レイモンド     | 野島昭生                        | 力石考                            | 池田秀一                      |
| ゼウス               | ニオール・マッギニス     |                                 | 根本嘉也                          | 田中明夫                      |
| ペリアス             | ダグラス・ウィルマー     |                                 | 加藤精三                          | 大塚周夫                      |
| アイエテス           | ジャック・グイリム       |                                 | 大木民夫                          | 内海賢二                      |
| ヘルメス             | マイケル・グウィン       |                                 | 大久保正信                        | 坂口芳貞                      |
| ヘラクレス           | ナイジェル・グリーン     |                                 |                                   | 飯塚昭三                      |
| ハイラス             | ジョン・カーニー         |                                 |                                   | 大塚芳忠                      |
| 日本語版制作スタッフ |                          |                                 |                                   |                               |
| 演出                 | 演出                     |                                 | 蕨南勝之                          | 山田悦司                      |
| 翻訳                 | 翻訳                     |                                 | 安西秀織                          | 木原たけし                    |
| 効果                 |                          |                                 |                                   |                               |
| 調整                 | 調整                     |                                 |                                   | 小野敦志                      |
| 制作                 | 制作                     |                                 | 東北新社                          | 東北新社                      |
| 解説                 | 解説                     |                                 |                                   | 淀川長治                      |
| 初回放送             | 初回放送                 | 1972年12月27日 『木曜洋画劇場』 | 1975年8月6日 『水曜ロードショー』 | 1986年5月4日 『日曜洋画劇場』 |

## スタッフ
- 製作：チャールズ・H・シニア (Charles H. Schneer) 、レイ・ハリーハウゼン
- 監督：ドン・チャフィ (Don Chaffey)
- 脚本：ジャン・リード (Jan Read) 、ビヴァリー・クロス (Beverley Cross)
- 撮影：ウィルキー・クーパー (Wilkie Cooper)
- 特撮：レイ・ハリーハウゼン (Ray Harryhausen)
- 音楽：バーナード・ハーマン (Bernard Hermann)

## 神話と映画の主な違い
|                                          | 神話                                 | 映画                       |
| ---------------------------------------- | ------------------------------------ | -------------------------- |
| イアソン（ジェーソン）の父王の名前       | アイソン                             | アリスト                   |
| ペリアス王とイアソン（ジェーソン）の関係 | 叔父                                 | 描写なし                   |
| 青銅のタロス（テイロス）を倒す人物       | メデイア                             | ジェーソン（イアソン）     |
| メデイア（メディア）は弟を               | 殺す                                 | 描写なし（弟は登場しない） |
| 地面に撒いたヒュドラ（ハイドラ）の歯     | 描写なし（本来これはカドモスの伝説） | 骸骨戦士が生まれる         |